# اورلین بکوگو
اورلین بکوگو (انگلیسی: Aurélien Bekogo؛ زادهٔ ۲۷ دسامبر ۱۹۷۵) بازیکن فوتبال اهل گابن بود.
وی همچنین در تیم ملی فوتبال گابن بازی کرده است.